# Dallara 191
La Dallara 191 o Dallara F191 è stata un'auto di Formula 1 disegnata da Gian Paolo Dallara e Nigel Couperthwaite principalmente usata dalla Scuderia Italia durante il campionato mondiale di Formula 1 1991. Ottenne in totale 5 punti e un podio ottenuto da JJ Lehto nel Gran Premio di San Marino 1991.

## Tecnica
Sfruttando le dimensioni contenute del propulsore, caratterizzato da un angolo di 72° tra le due bancate, i progettisti hanno potuto realizzare una monoposto di dimensioni contenute, costituita da un telaio monoscocca in fibra di carbonio per un peso complessivo, in ordine di marcia, di circa 500 kg.
Le sospensioni, di tipo Push rod, sono costituite da bracci in Fibra di carbonio e sono equipaggiate con molle e ammortizzatori Koni.
Il propulsore, un Judd V10 serie GV di cilindrata complessiva 3497 cm³, è lungo 624 mm, largo 555 mm e altro 420 mm esclusi i tromboncini di aspirazione e ferma l'ago della bilancia a 124 kg; esso è montato longitudinalmente in posizione centrale, ha monoblocco e testa in alluminio, 4 valvole per cilindro comandate da un sistema a doppio albero a camme (DOHC) ed è dotato la lubrificazione è di tipo a Carter secco.
La potenza dichiarata, trasmessa alle ruote posteriori tramite un cambio manuale Dallara a 6 rapporti più retromarcia, è di 660 CV.
Grazie agli ingombri contenuti i progettisti ebbero modo di curare particolarmente l'aerodinamica realizzando una vettura efficace e competitiva, nonostante la cronica fragilità del propulsore, al punto da risultare la più veloce in una sei giorni di test organizzata da Pirelli al crcuito di Estoril.

## Risultati in Formula 1
| Anno | Team            | Motore | Gomme | Piloti   |     |     |     |    |     |     |     |    |     |     |     |     |     |    |     |    | Punti | Pos. |
| ---- | --------------- | ------ | ----- | -------- | --- | --- | --- | -- | --- | --- | --- | -- | --- | --- | --- | --- | --- | -- | --- | -- | ----- | ---- |
| 1991 | Scuderia Italia | Judd   | P     | Pirro    | Rit | 11  | NPQ | 6  | 9   | NPQ | NPQ | 10 | 10  | Rit | 8   | 10  | Rit | 15 | Rit | 7  | 5     | 8º   |
| 1991 | Scuderia Italia | Judd   | P     | JJ Letho | Rit | Rit | 3   | 11 | Rit | Rit | Rit | 13 | Rit | Rit | Rit | Rit | Rit | 8  | Rit | 12 | 5     | 8º   |

| Legenda | 1º posto     | 2º posto | 3º posto    | A punti         | Senza punti/Non class.  | Grassetto – Pole position Corsivo – Giro più veloce |
| Legenda | Squalificato | Ritirato | Non partito | Non qualificato | Solo prove/Terzo pilota | Grassetto – Pole position Corsivo – Giro più veloce |